# Webmaster

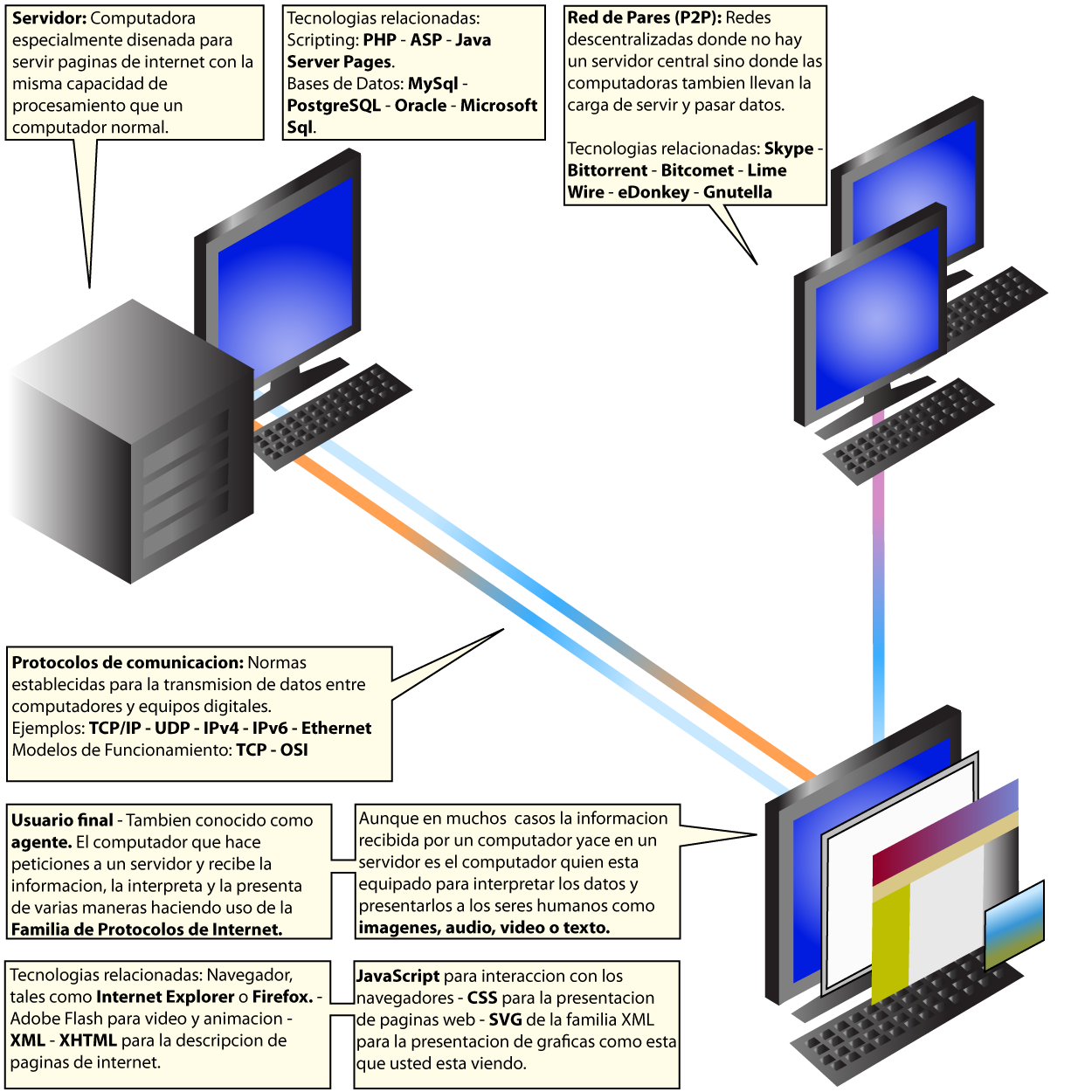
Esquema de tecnologías relacionadas con el desarrollo de Web.

Un webmaster (contracción de las palabras en inglés web y master) o administrador de sitio web es la persona responsable del mantenimiento o programación de uno o más sitios web. También es conocido con las denominaciones de arquitecto web, desarrollador web, autor de sitio digital, administrador de sitio digital o coordinador de sitio digital.

## Definición
La definición específica de este cargo puede variar según el ámbito en el que se presente a la persona: en ciertos casos es el responsable de los contenidos del sitio, mientras que en otros es el encargado de la operatividad, programación y mantenimiento de la disponibilidad de un sitio web sin que necesariamente intervenga en la creación de contenidos.
De acuerdo a la definición del Diccionario de Oxford, el webmaster es la persona responsable por un servidor de Internet. Sin embargo, en la jerga informática se puede indicar que el webmaster es el dueño del sitio web o el encargado de mantener el sitio web habilitado. El Día Internacional del Webmaster se celebra el 29 de abril, a partir del año 2008.

## Acepción
El título puede referirse a arquitectos, desarrolladores, administradores, propietarios, coordinadores o editores de sitios web.

## Deberes de un webmaster
Los deberes de un webmaster pueden incluir: garantizar que los servidores web, el hardware y el software estén funcionando correctamente, Maquetar el sitio web, generar y revisar páginas web, realizar pruebas A / B , responder a los comentarios de los usuarios y examinar el tráfico a través del sitio. Los webmasters de sitios web comerciales también pueden necesitar estar familiarizados con software de comercio electrónico.

## Historia
La historia de las actividades asociadas a los que luego serán denominados webmasters se remontan a los años de los sistemas que usaban memex y bajo el proyecto Xanadú comenzado por Ted Nelson en 1960, los cuales requerían de la presencia de una persona que debía organizar la información que era almacenada en microfichas que se iban generando por el escaneo de libros y documentos. Esta concepción de organizador fue el comienzo del término webmaster actual. 
Sin embargo, en 1989, y tras el lanzamiento de la World Wide Web (www), los primeros webmasters probablemente fueron administradores de sistemas que poseían el conocimiento para generar documentos en hipertexto. Estos primeros webmasters se encargaban de subir documentos y mantener la documentación generada por los científicos y sus investigaciones, generando un orden, garantizando la usabilidad a las primeras webs y promoviendo entre los científicos y bibliotecarios la utilidad de utilizar la web y subir a la misma los documentos científicos que se producían.  
El término webmaster fue acuñado en 1992 por Tim Berners-Lee, el inventor de la World Wide Web, en el documento Style Guide for Online Hypertext. Berners-Lee sugirió que todo administrador de un servidor web o sitio web debería crear y utilizar una dirección de correo electrónico con el formato webmaster@dominio como alias de su propia dirección de correo electrónico. En comparación con una dirección de correo electrónico personal, esto tiene la ventaja de que el remitente siempre tiene disponible la misma dirección de correo electrónico, incluso si cambia la persona responsable. Webmaster es una de las cuentas de función descritas en RFC 2142.
A medida que la red aumentaba su tamaño en cuanto a cantidad de usuarios y computadores conectadas, el rol del webmaster fue adoptando un nuevo perfil al tener que asesorar a las personas sobre como integrarse y publicar sus documentos en la red. Además, y a partir de la apertura comercial que tuvo Internet, los webmasters comenzaron a ejercer tareas de desarrollo de contenidos y programación de sitios webs, alejándose de los aspectos técnicos para adoptar un nuevo enfoque más cercano a la interacción con clientes y usuarios en general.
En mayo de 1996, David Lowe fue la primera persona certificada a nivel mundial obteniendo un título de Webmaster de la Universidad Estatal de Florida.

## Estudios y habilidades principales
La labor de un webmaster es multidisciplinar debido a la gran cantidad de tareas que realiza y a la complejidad de las habilidades para ejecutarlas, por lo que es muy importante una capacitación constante. Sin embargo, hay algunos puntos básicos que un webmaster debería conocer para realizar mejor su trabajo.
Es común que un webmaster sea alguien con formación universitaria y en estrategia basada en las TIC (tecnologías de la información y la comunicación) o de perfil tecnológico, como comunicadores, diseño, ciencias informáticas, mercadeo, ingenieros, cibernética, telecomunicaciones, etc.

Esquema de funcionamiento del correo electrónico mediante los protocolos SMTP y POP3.

Un webmaster debe tener habilidades de análisis de problemas, capacidad para razonamiento abstracto, proyección a futuro y resolución de problemas. No es necesaria una gran habilidad matemática, pero es muy útil tener cierta habilidad para el análisis de procesos.
Para un webmaster es importante desarrollar sus habilidades de redacción e incluso las de diseño gráfico, de organización del tiempo, el dominio del inglés (que es el lenguaje de trabajo en la web de facto) y las relaciones personales: por lo general un webmaster tiene que relacionarse con muchas personas.
Hay ciertos conocimientos que son básicos para un webmaster, como:
- Conocimiento del Lenguaje de Marcado de Hipertexto (HTML).
- Uso y aplicación de los estándares propuestos por la W3C, como lo son XHTML y CSS.
- Conocimiento de protocolos de Internet (FTP, POP, SMTP, HTTP como mínimo).
- Principios de programación en algún lenguaje para CGI (Perl, Python, PHP, ASP o Ruby, por ejemplo).
- Manipulación de imágenes digitales.
- Utilización del correo electrónico.
- Configuración básica del servidor Web (Apache, Tomcat, IIS, etc.).

Dependiendo del rol que juegue, se especializará en un área en particular o deberá ir adquiriendo pericia en algunas de siguientes tareas:

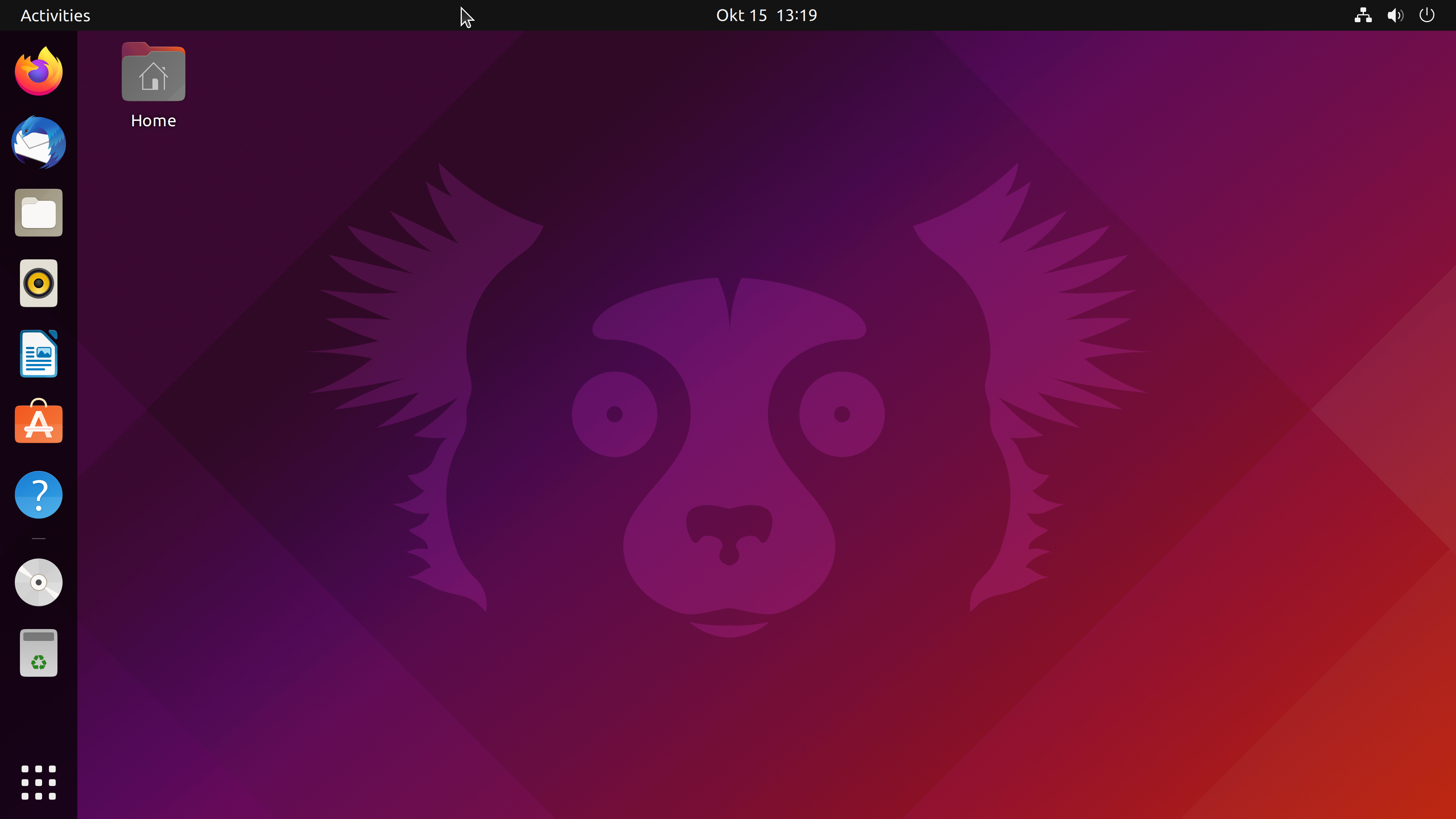
Linux

- Administración y configuración de servidores (Linux, Solaris, Windows Server, Mac OS).
- Administración de la seguridad (cortafuegos).
- Conocimiento del funcionamiento del conjunto de protocolos de la suite TCP/IP.
- Programación de aplicaciones (en Perl, PHP, Java, Python, ASP, .NET, etc.).
- Administración y diseño de bases de datos (MySQL, PostgreSQL, Oracle, etc.).
- Diseño gráfico y animaciones (con las herramientas de su preferencia).
- Coordinación de proyectos de desarrollo.
- Elaboración de estrategias de mercado.
- Redacción de políticas y procedimientos para su área.
- Habilidades de redacción de contenido para sitios web.

## Código de ética
Diversas asociaciones que aglutinan a webmasters, han acordado códigos de ética que constituyen modelos de conducta instituidos por la sociedad u organización profesional que espera que sus miembros respeten. Los valores representan la idea de una comunidad de lo que encuentran deseable, significativo y moralmente apropiado. Los valores también brindan una guía para juzgar y evaluar las acciones de los webmasters.
Los códigos de ética de los webmasters incluyen valores tales como: 
- Respetar los sitios web ajenos y nunca intentar atacar o desfigurar la web de otro webmaster.[17]

- Mostrar respeto a la profesión como industria con honestidad y cortesía, para merecer una reputación de alta calidad de servicio y de trato justo.

- Incrementar la base de conocimiento de la profesión a través del estudio constante y de compartir este conocimiento con otros colegas.

- Construir una relación constante de confianza y buena voluntad con el público usuario y sus empleadores con equilibrio, mesura y cooperación constructiva.

- Llevar una conducta laboral de la manera más ética y competente posible cuando se solicite un servicio profesional o busque empleo, en honor a su conocimiento e integridad.

- Aceptar su parte de responsabilidad en un servicio constructivo a la comunidad, estado o nación y a la comunidad global.

- Proteger la propiedad intelectual de otros confiando en el esfuerzo propio y en sus capacidades de innovación, asegurando así que los beneficios conceden con su autor.

- Esforzarse en lograr y expresar un carácter sincero que enriquecerá sus contactos humanos, apuntando siempre hacia ese ideal.

- Trabajar siempre con su grupo de desarrollo y coordinar las miras de la empresa.

- Velar por el manejo de la originalidad de su propio sitio web, ya que con esto se puede brindar un valor agregado a su empresa.

- No utilizar el conocimiento técnico para fines oscuros o negativos.

## Capacitación
Según las diversas funciones que puede desarrollar un webmaster, en su formación puede tomar una gama de cursos y actividades para capacitarse y adquirir conocimientos específicos.

### Webs simples
La gestión de formatos de web simples generalmente comprende el desarrollo y gestón de una web o blog simple que puede ser de un servicio en línea gratuito que se dedica al diseño o monitoreo de estos formatos. Muchas veces diseñan páginas web a partir de servicio de host gratis que contienen alojamientos en subdominios. 
Casi ninguna de estas webs genera ingresos por la simplicidad de sus formatos. Sólo pueden ganar dinero con los anuncios de Google en el caso de monitorizar blogs de Blogger; con intercambio e inclusión de banners de otras webs, siempre y cuando el webmaster  logre  posicionar su web o blog en un ranking web destacable; o comprando la versión beta de dichos servicios.

### Webs personales

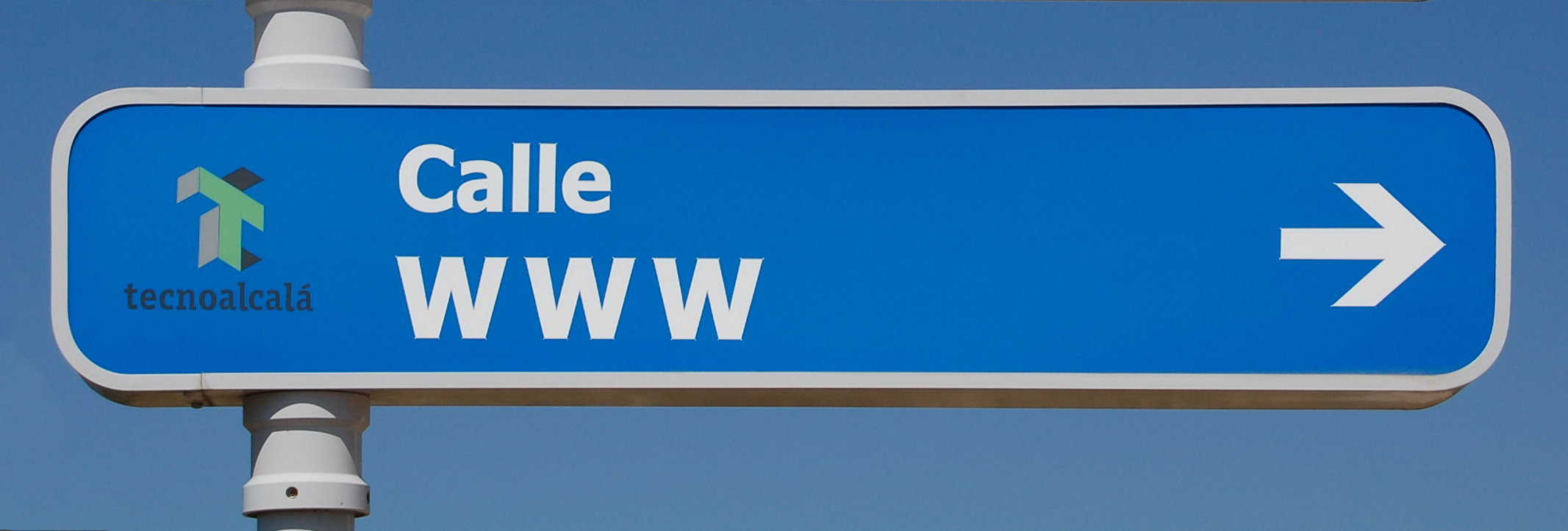

La gestión de webs personals o de pequeñas empresas solo requieren mantener un espacio web personal, o mostrar los productos de  pequeñas empresas en un álbum web gratis con un enlace de contacto. Pueden hacer la edición de su página directamente vía HTML o con un editor de páginas web, mediante programas gratis cuyo uso es sin ningún fin comercial como nvu, programas de versiones antiguas cuyas licencias han caducado (una versión de Dreamweaver u Office Publisher) o incluso programas de prueba gratuita. 
En el caso de pequeñas empresas, pueden generar ingresos de forma indirecta al atraer a un cliente interesado. Este le contacta con el enlace y realiza luego la compra del producto o servicio llegando el cliente al sitio de la empresa. También se generan ingresos con los servicios que obtienen al comprar la versión beta.

### De formatos web medios
Los de formatos web medios o de mediana empresa ya puede tener webs con formato interactivo usando servicios de editor web y HTML para desarrollar blogs y webs interactivas. Estos servicios de pago pueden ser de una versión beta avanzada o de segunda categoría, donde el webmaster tiene mayores privilegios y puede usar más servicios, como formatos PHP y MySQL que le proporcionan un aumento de usuarios y ranking. Contratan editores de temas y redactores de noticias; dichos temas contribuyen al aumento del tráfico en su web. Compran vía internet editores avanzados WYSIWYG, que permiten la edición tal cual se mostrará luego en la página web, lista para ser publicada.
Se pueden generar ingresos mediante recursos que permiten al usuario interactuar (cuadro de mensajes, salas de minichat, servicios gratuitos de álbum web para usuarios, lector RSS, contadores, servicios de estadísticas, plantillas...). Este webmaster está capacitado para editar y subir formatos webs de publicidad y mercadeo, como banners propios y lista de correo electrónico. El intercambio de publicidad con otras webs también permite ganar dinero, ya que los clics en la publicidad se suman a los ingresos de su cuenta. También generan ingresos cuando compran las versiones betas siguientes en los servicios de alojamiento web, sumando con estos servicios formatos interactivos o de publicidad que aumentan el ranking de su web. 

### Para clientes potenciales
Los de para clientes potenciales o empresariales se dedican a la monitorización, diseño y modificación en la elaboración de formatos webs empresariales, diseño gráfico en línea o diseño interactivo web, de archivos de audio, video y animación (como los archivos Flash y los banners animados). Este tipo de webmaster tiene una gran facultad, porque sabe manejar los formatos webs que tienen que ver con el alojamiento de usuarios-clientes o usuarios-clientes potenciales, que luego realizarán compras del producto (principalmente en línea y en la propia web). También se encarga del manejo del formato para usuarios de compra, suscripción, subasta, formulario, catálogo, portafolio, soporte, producto, servicio, promoción, etc. El webmaster empresarial puede crear un portal web , cuyo contenido es capaz de publicitar o mercadear a la empresa, reuniendo usuarios-clientes y usuarios potenciales para la compra de un producto o adquirir de un servicio; la misma web es responsable de generar unos ingresos considerables.

### De software libre
De software libre o código HTML debe tener cierta responsabilidad, facultad apreciable y mayor tiempo en horas de trabajo, ya que abarca tanto el control de formato web editable como el formato web interno o código HTML interno, usando tanto software individual de pago como software en línea. Aunque tiene gran habilidad con el formato editable, este webmaster es sobre todo especialista en el llamado código HTML interno, que no es más que el código HTML encontrado en la edición del software para webs portales y empresariales. Hay además una amplia lista de recursos que se aumentan en la actualidad con el software libre Interactivo, por ello, al actualizar desde la versión antigua de un software a otro nuevo y más moderno; este webmaster puede mejorar, organizar y modificar el diseño web, logrando así una mejor presentación para los usuarios que visiten esa web, que pueden llegar a ser millones.
Ejemplo de webmaster en software libre o código HTML interno
- Los editores o webmasters participantes en la web 2.0, que logran un atractivo portal web que se posiciona a la vez como la llamada Red social en línea.
- Los editores del conocido proyecto TikiWiki, donde se incluyen los webmasters del proyecto Wikipedia, quienes contribuyen al avance de esta potente web que contiene formatos de imagen, audio, video y flash. Crean las definiciones de los formatos (que a su vez sirven de soporte en línea a los demás webmasters secundarios o editores wiki encontrados en los diferentes menús de la sección documentos e información esencial de dicho Wiki).
- Los editores que trabajan con los códigos proporcionados por el proyecto API y Code Google, un potente formato web que da servicio a webmaster secundarios, incluyendo además una amplia lista de formatos del tipo web comercial y empresarial.